# 道の駅関宿
道の駅関宿（みちのえき せきじゅく）は、三重県亀山市関町新所にある国道1号の道の駅である。

## 施設

### 施設案内

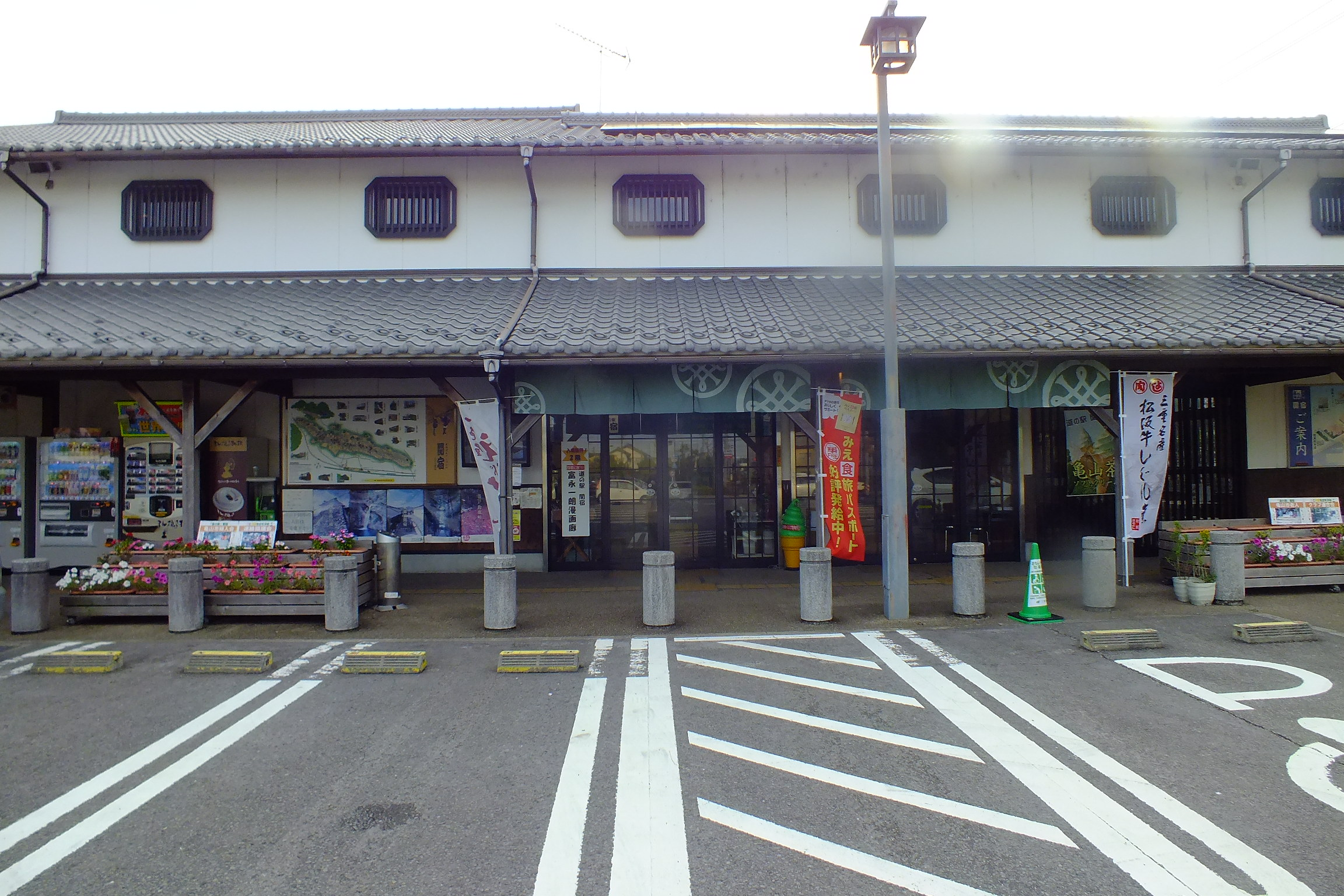
特産物販売所

- 駐車場
  - 普通車：55台
  - 大型車：7台
  - 身障者用駐車場：3台
- トイレ（いずれも24時間利用可能）
  - 男：大 2器、小 4器
  - 女：6器
  - 身障者用：2器
- 公衆電話
- 地域特産物販売所
- 健康遊歩道
- 軽食コーナー
- 情報案内コーナー

### 管理団体
- 設置者：亀山市
- 指定管理者：株式会社安全[3]

## 営業時間
- 午後9時～午後6時
- (祝日は営業時間が異なる場合があります。)

## 休館日
- 年中無休

## アクセス
- 国道1号 - 登録路線
- 三重県道11号四日市関線
- 西日本旅客鉄道（JR西日本）関西本線 関駅に近接している。

## 周辺
- 関宿（東海道）
- 東名阪自動車道 亀山IC